# Gamla fattighuset
För Gamla fattighuset i Halmstad, se Gamla fattighuset, Halmstad

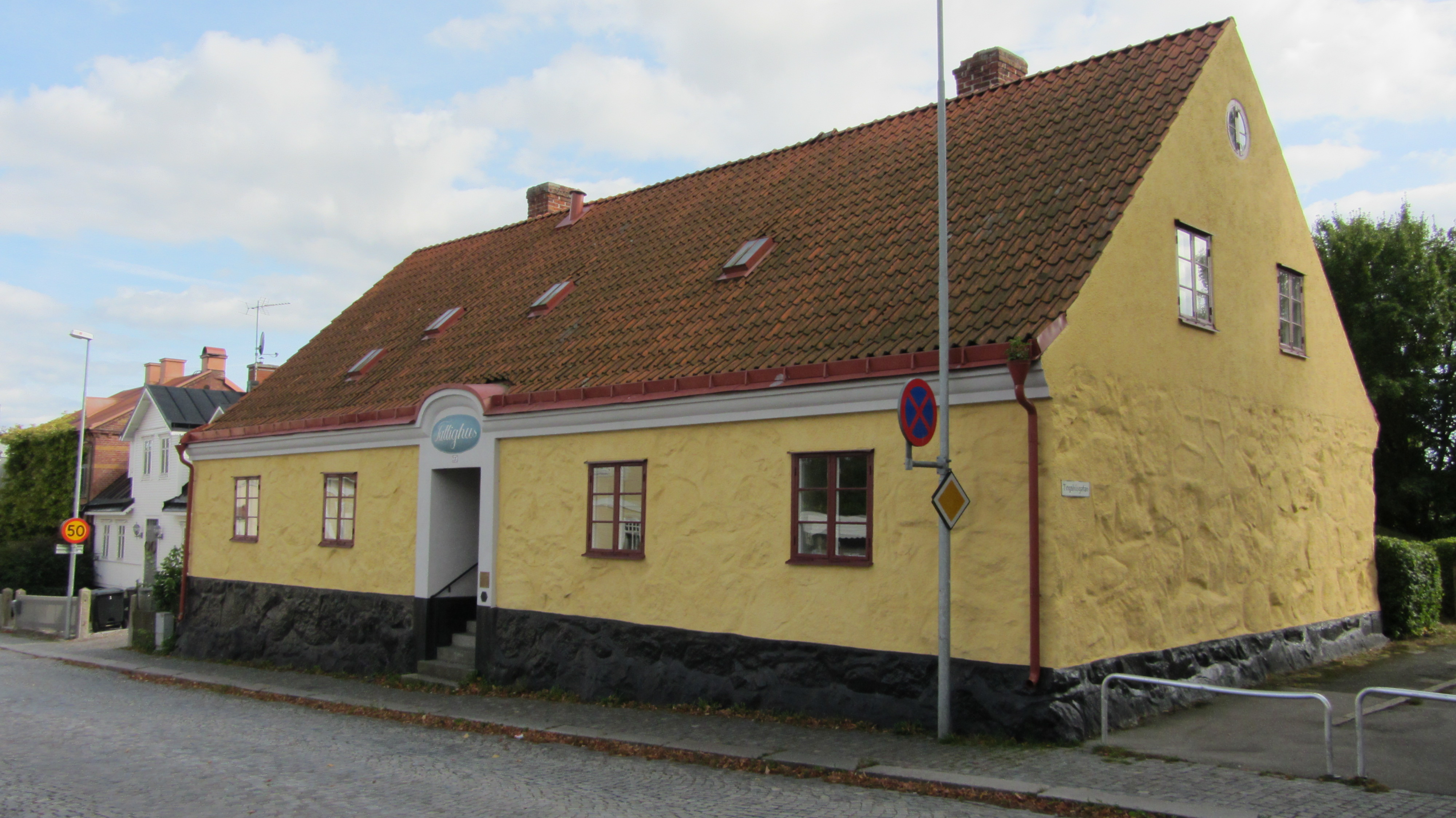
Gamla fattighuset i Sölvesborg, 2012.

Gamla fattighuset i Sölvesborg stod klart 1821 och är Sölvesborgs enda sådana byggnad. Bygget ska ha finansierats av kung Karl XIV Johan som donerade 1000 riksdaler till staden för dess uppförande. Verksamheten leddes av Fattigvårdsstyrelsen i Sölvesborg vars protokoll ännu finns bevarade i stadsarkivet. Idén om att uppföra ett fattighus ska ha funnits i alla fall sedan 1770-tal.
Byggnaden användes som fattighus fram till 1938 och de sista invånare flyttade till ett ålderdomshem.
I huset fanns plats för cirka 30 fattiga personer inklusive barn. De vuxna var oftast änkor eller änklingar. Dessutom hade föräldralösa barn, mental sjuka eller äldre ogifta kvinnor sin bostad i huset. I princip hade invånarna fram till mitten av 1800-talet en självadministration och de boende som klarade sig med minsta hjälpen hade översyn över de andra. Från staden kom med jämna mellanrum en medlem av fattigdirektionen och kontrollerade situationen.
Husets bottenvåning byggdes av gråsten med gulmålad puts. Flera inredningar som kakelugnar och spishäll är bevarade. I gamla fattighuset fanns mellan 1943 och 1982 ett museum med fornminnesföreningens samlingar. Senare etablerades en kommunal familjeträff i byggnaden. Gamla fattighuset är sedan 1996 byggnadsminnesförklarat.